# 白貝雷赫 (基輔州)
50°56′47″N 29°59′8″E / 50.94639°N 29.98556°E
白貝雷赫（羅馬化：Bilyi Bereh）是位於烏克蘭北部的村莊，由基辅州维什霍罗德区的伊萬基夫市鎮負責管轄。該村面積7平方公里，海拔高度111米，2001年人口61，人口密度每平方公里8.7人。

## 画廊

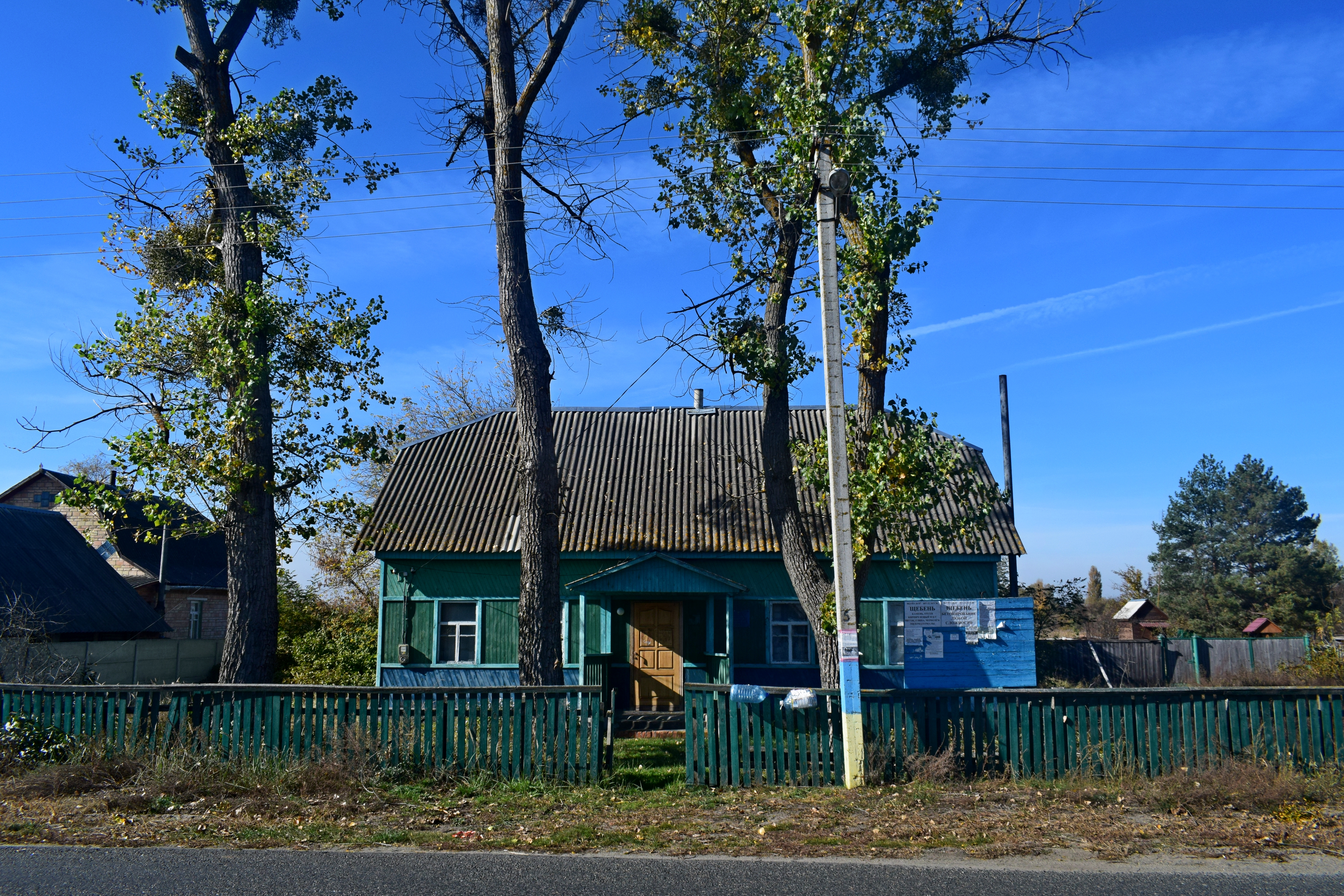
诊所
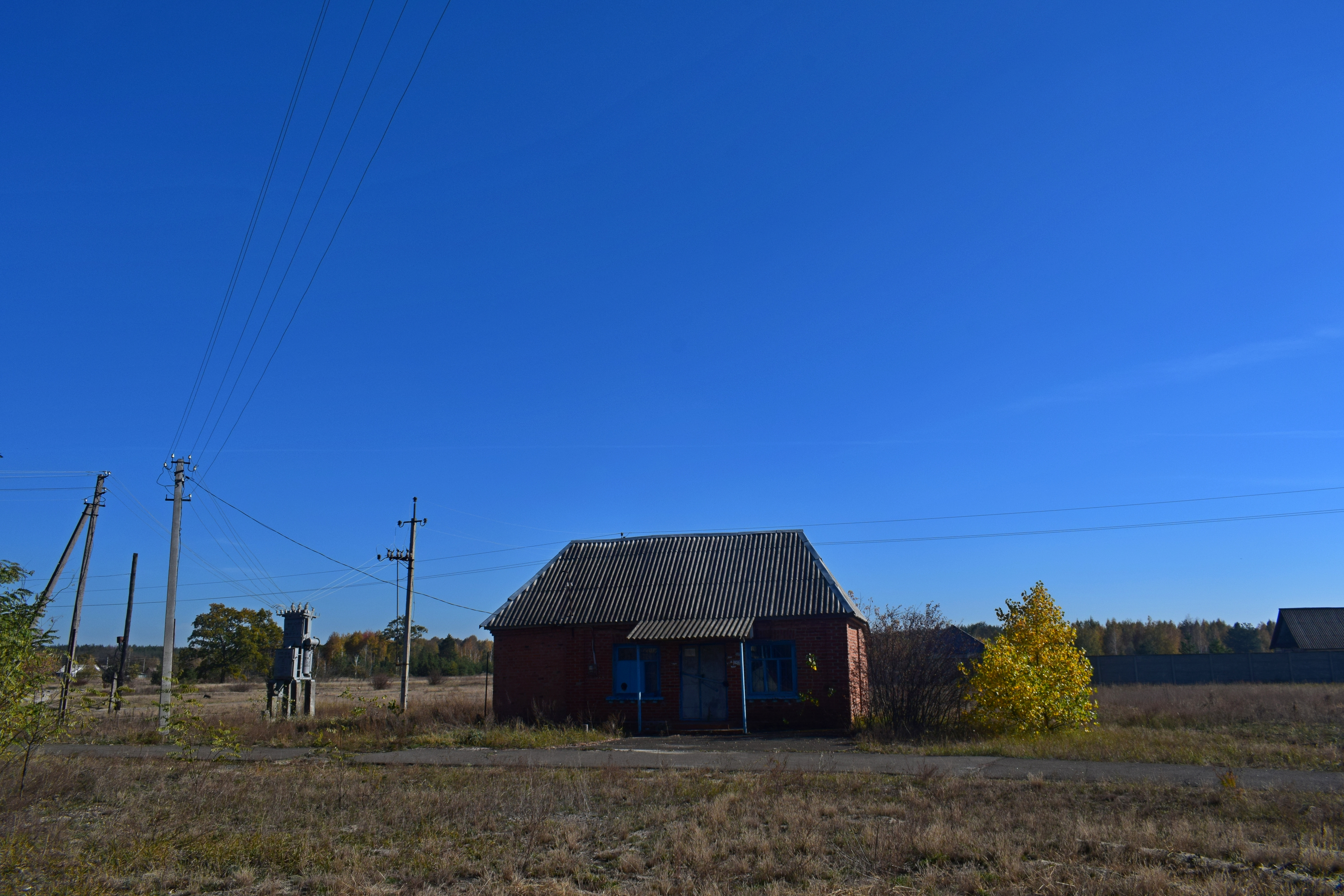
店
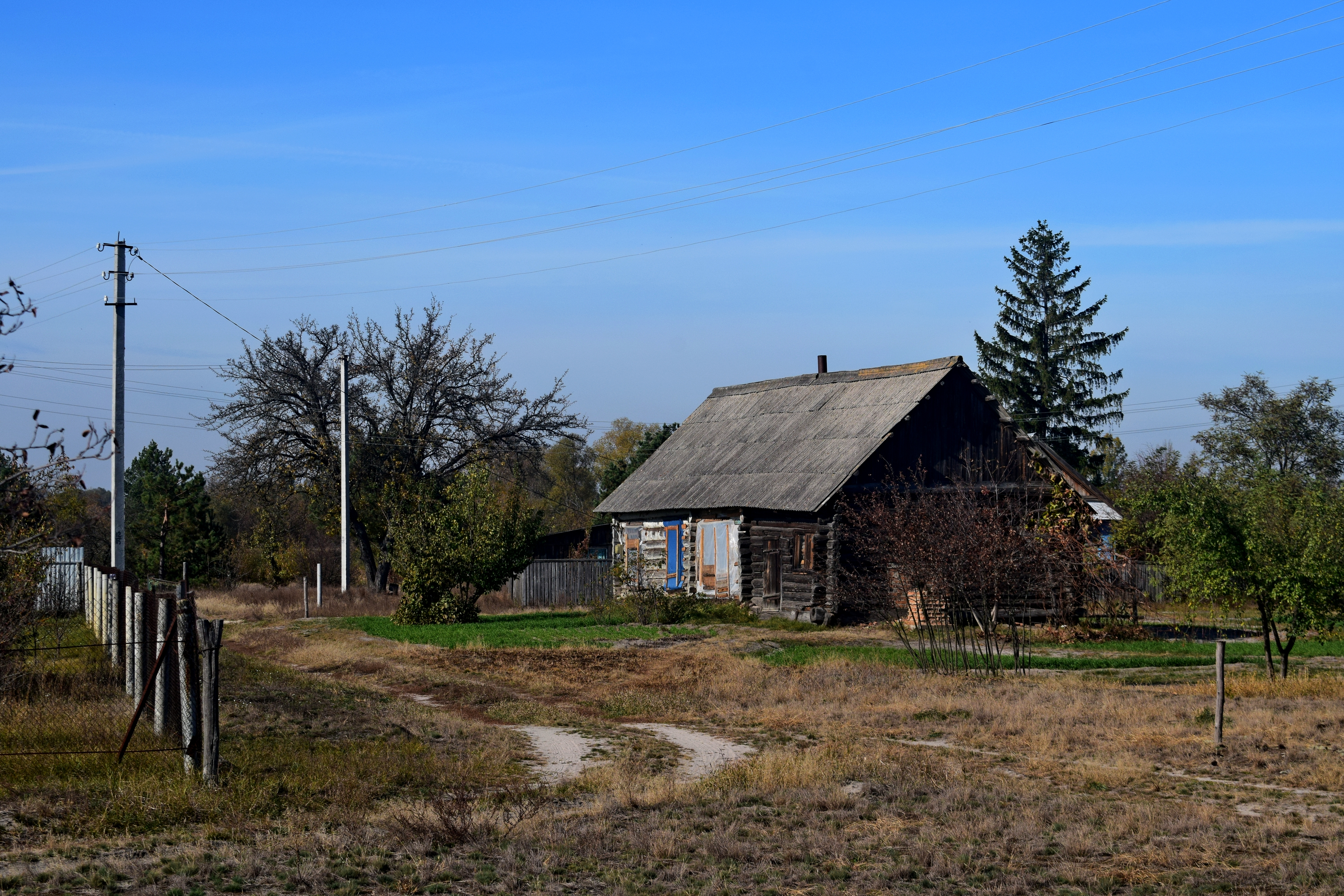
木屋
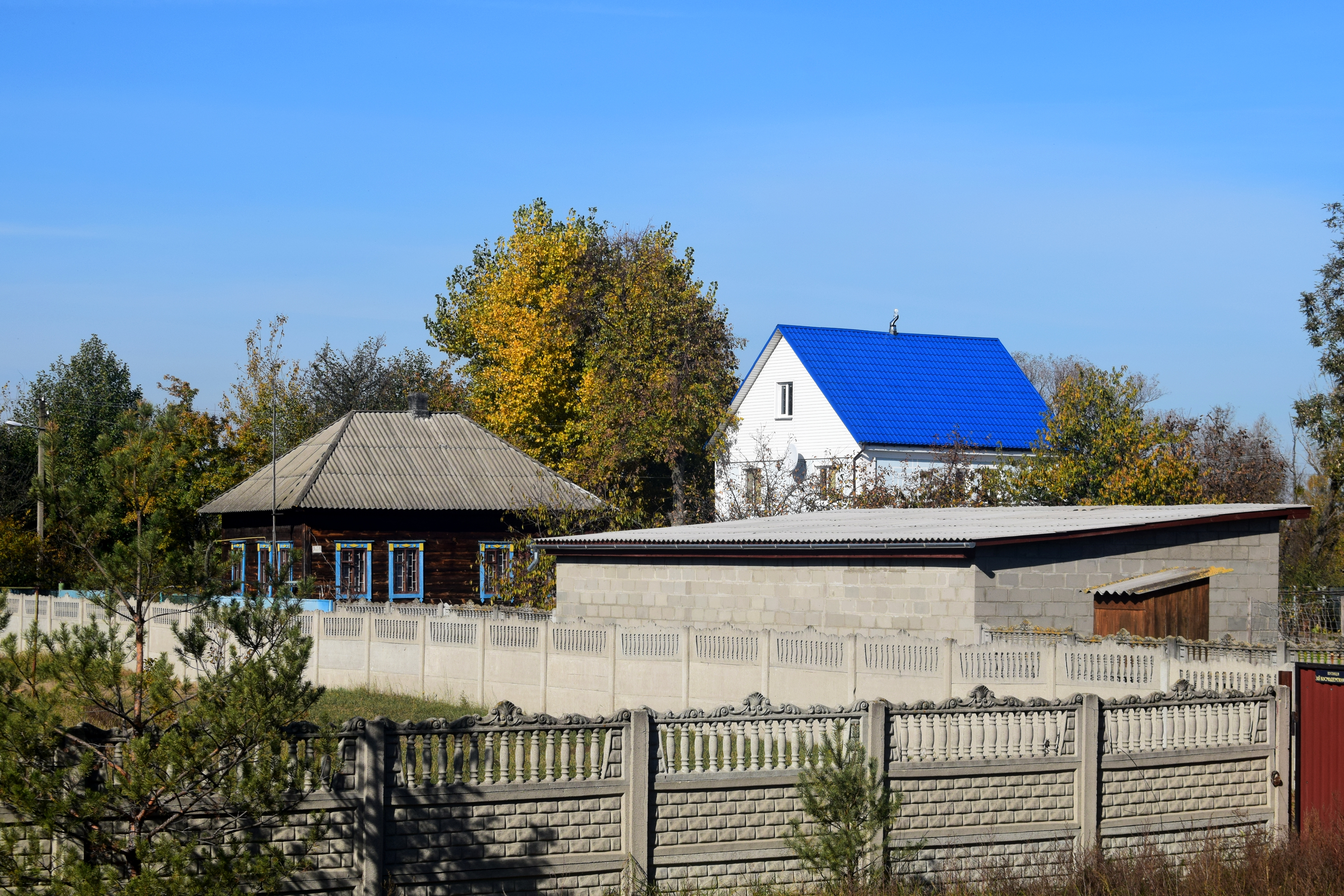
木屋
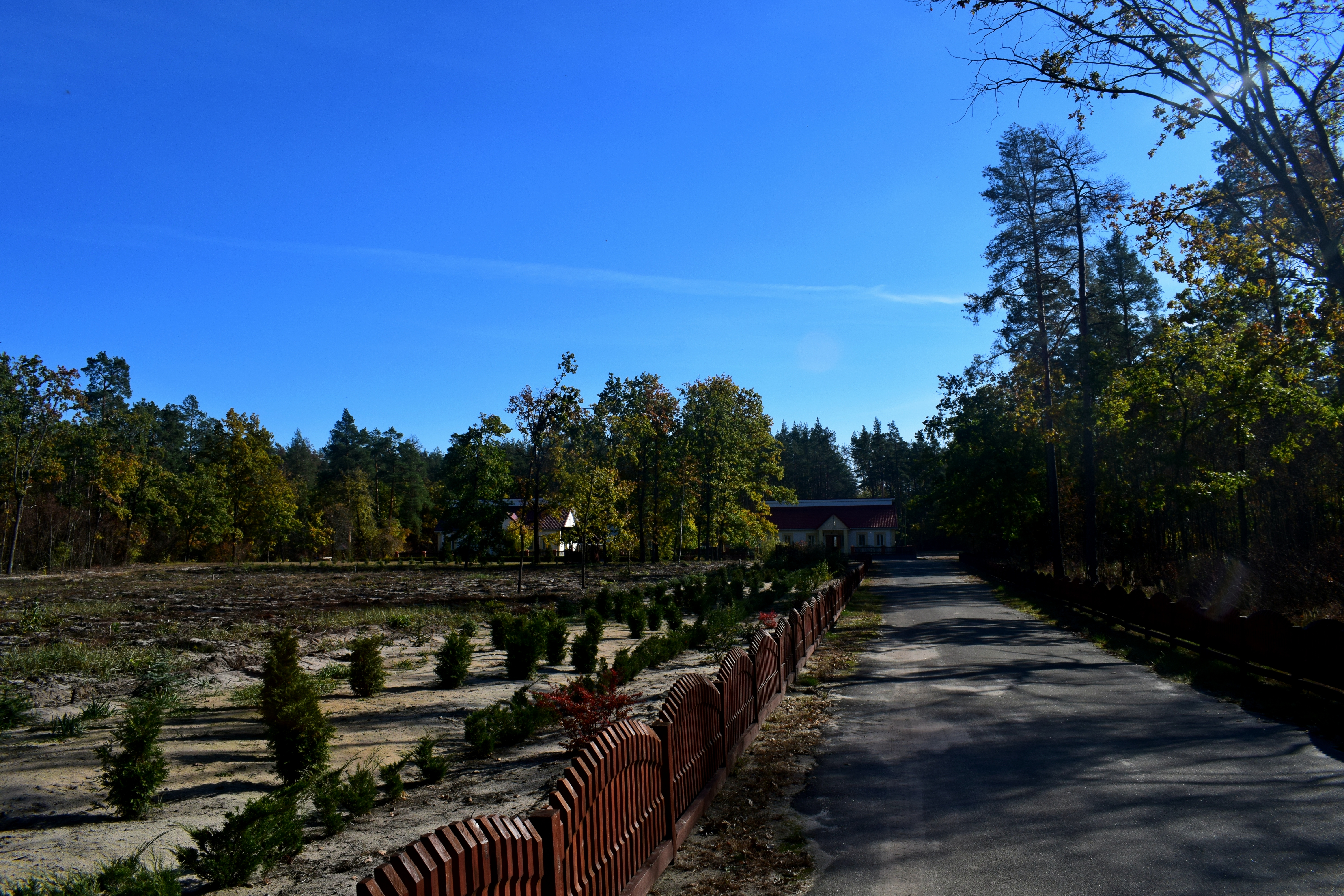
林业
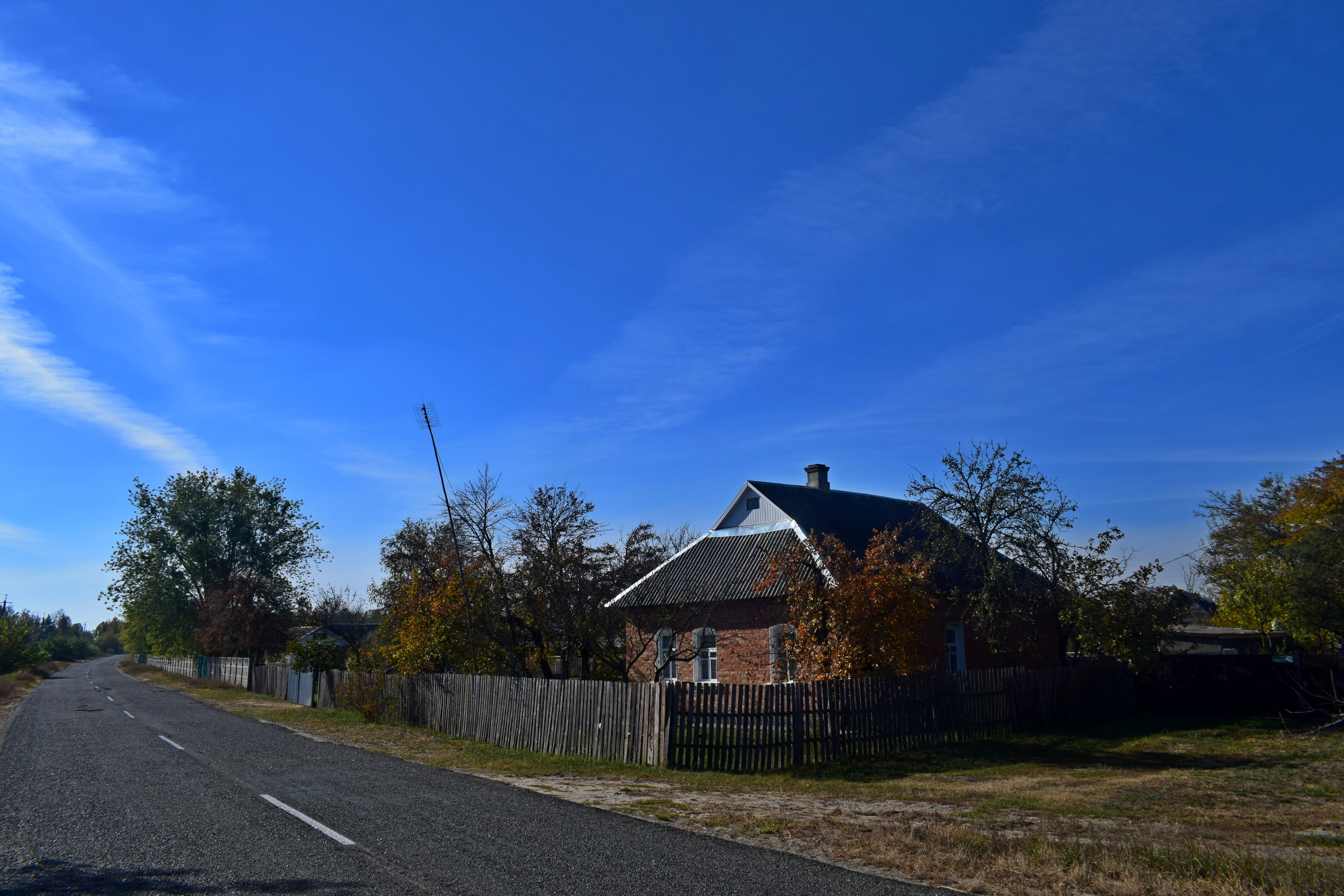
中央大街
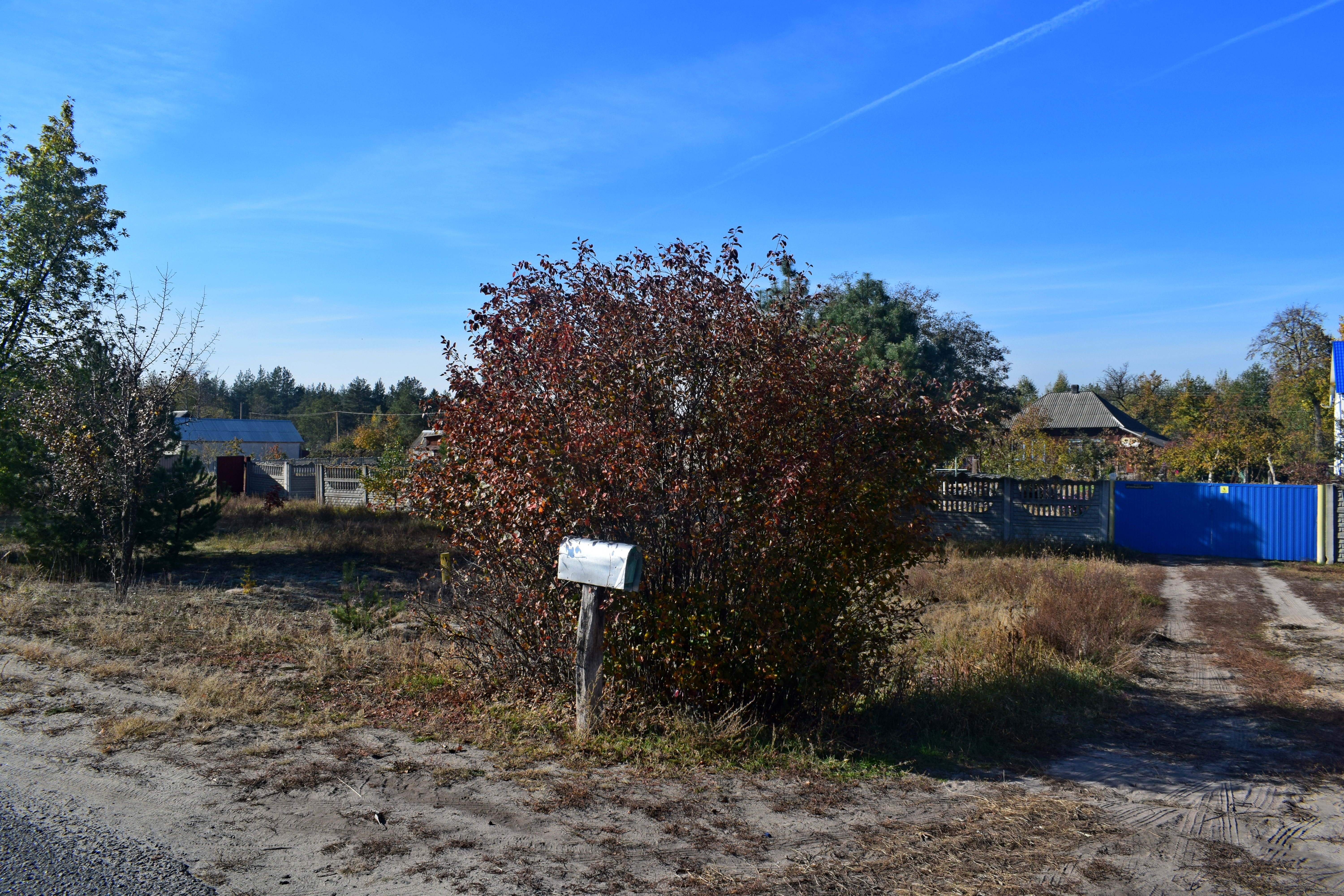
邮箱
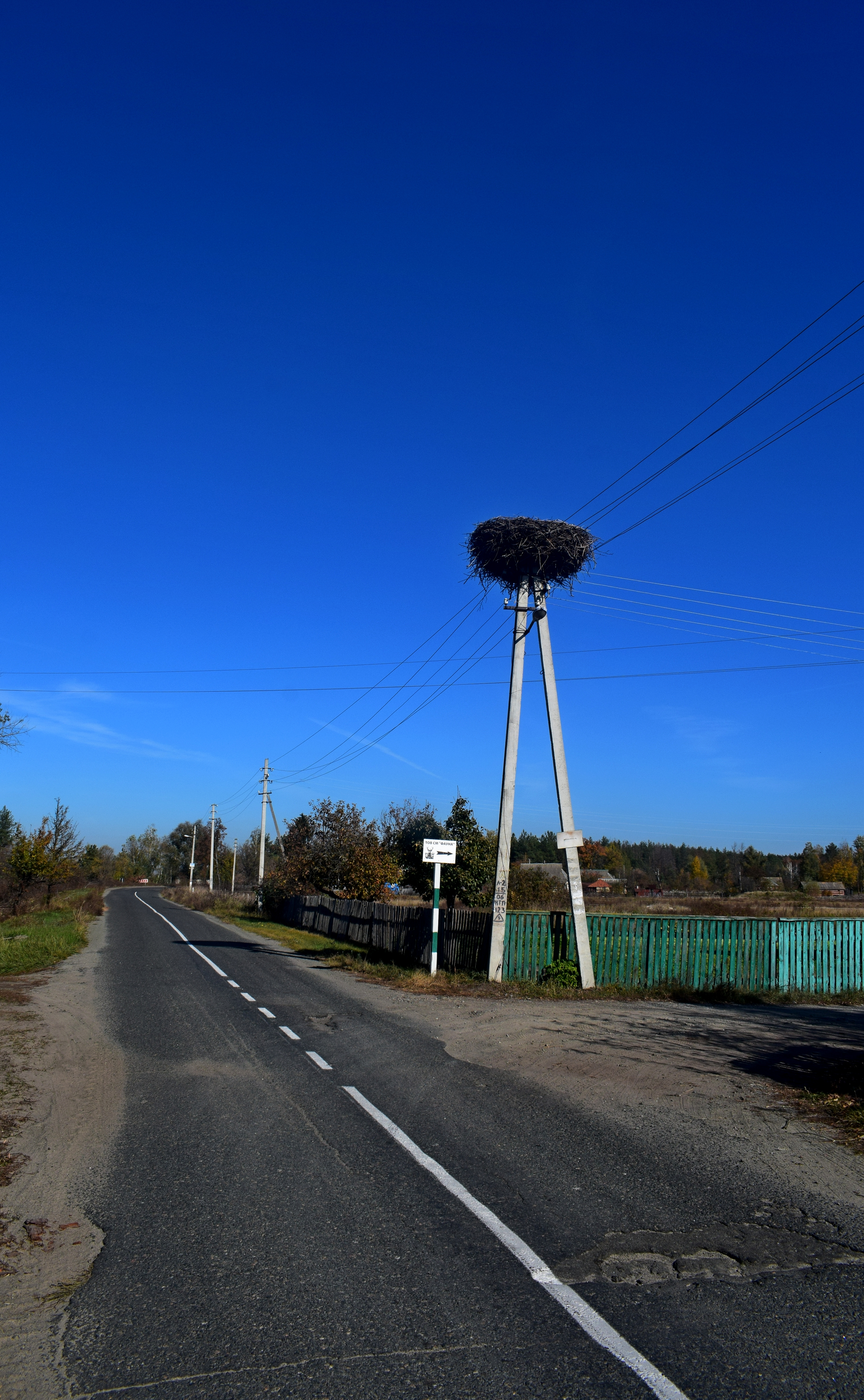
鹳巢
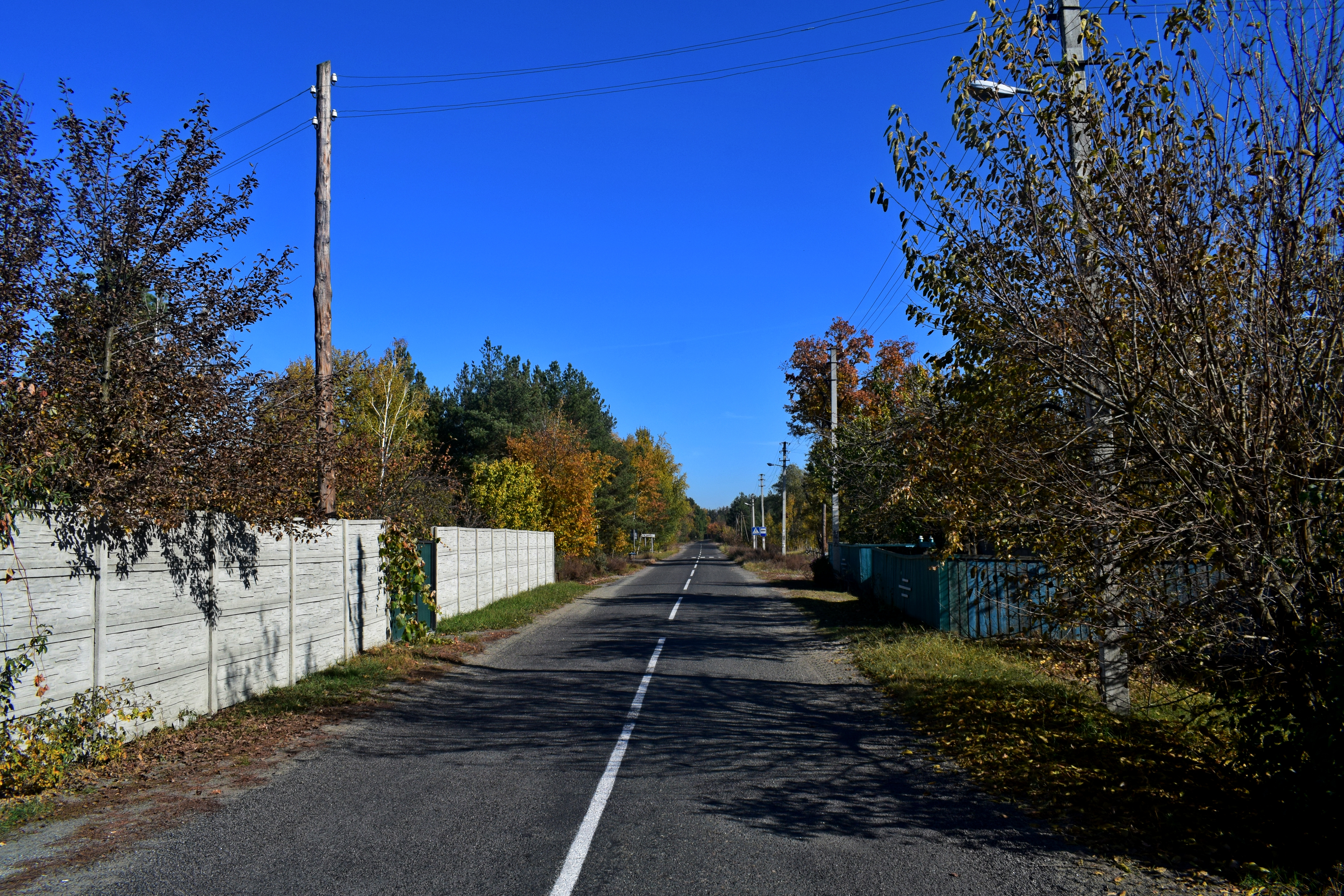
该村的北郊
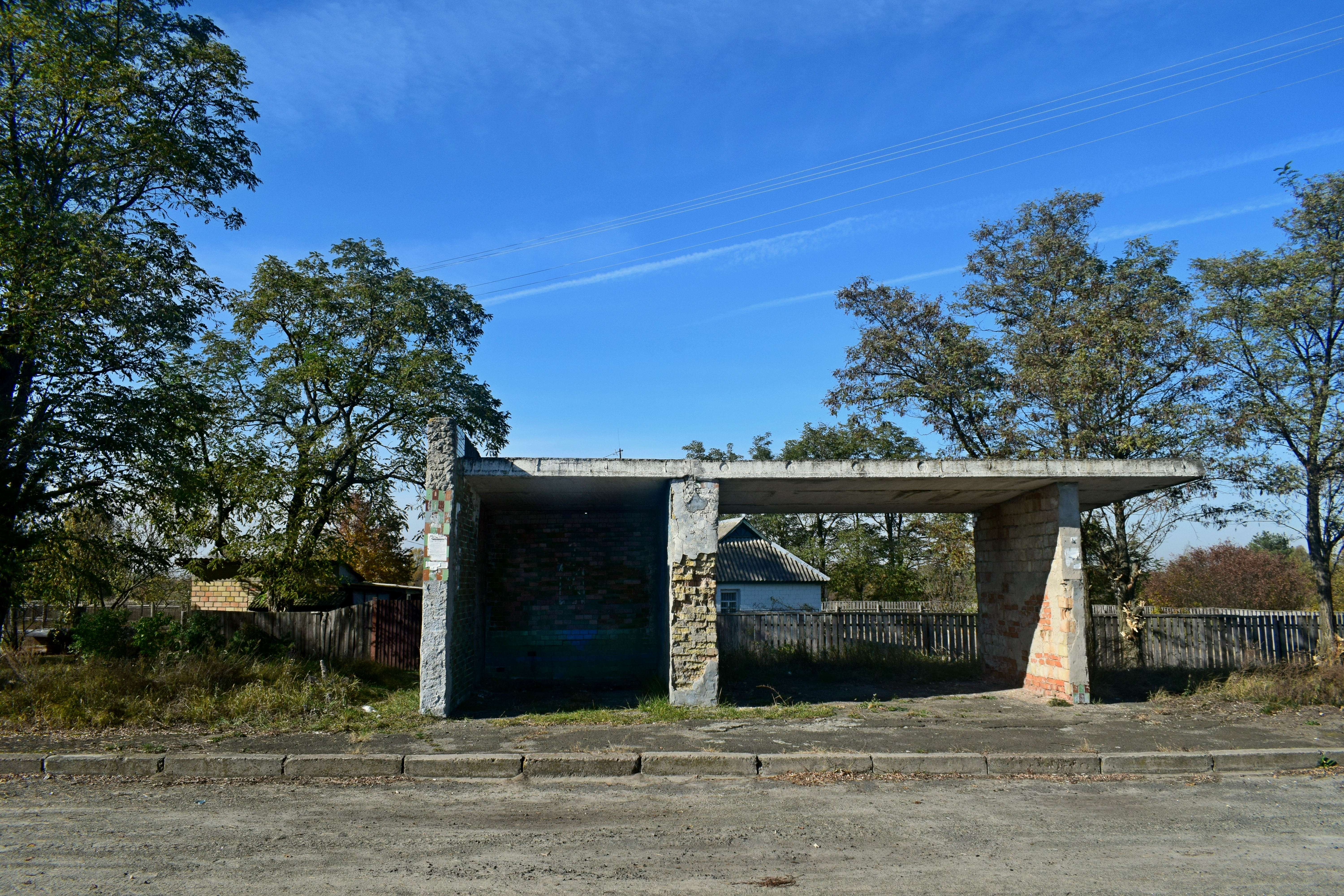
巴士站